# Топографический профиль

Пример профиля рельефа

Топографический профиль — линия, проведенная по совокупности точек на какой-либо поверхности на местности, или по географической карте, и демонстрирующая общий геометрический облик этой поверхности. Бывают поперечные и продольные профили речных русел, профили речных долин, геологических тел, рельефа и т. д.
Для построения профиля по какому-либо направлению по топографической карте прочерчивают прямую, на которой отмечают и определяют по горизонталям высоты точек пересечения с вершинами высот и перегибами скатов. Эти точки переносят на линию основания профиля на чертеже и восставляют в них перпендикуляры к основанию, по которым в крупном масштабе (в 5-10 раз крупнее масштаба карты) откладывают относительные высоты точек над той из них, которая имеет наименьшую абсолютную высоту. Полученные точки соединяют плавной кривой, которая и будет изображением профиля рельефа по данному направлению. Профили местности строят и с помощью геодезических приборов, в частности, нивелиров, теодолитов и т. д.
Профиль и разрез в этом смысле — различны. Разрез показывает также и строение объекта по линии профиля. В английском языке понятия «профиль — profile» и «разрез (геологический) — section» — синонимы.